# Jewgienij Sadowy
Jewgienij Wiktorowicz Sadowy, ros. Евгений Викторович Садовый (ur. 19 stycznia 1973 we Wołżskim) –rosyjski pływak, reprezentował również ZSRR, mistrz olimpijski. Specjalizował się w średnich dystansach stylu dowolnego.

## Wyróżnienia
- 1992: najlepszy pływak w Europie
- 1992: najlepszy pływak na świecie

## Odznaczenia
- Zasłużony Mistrz Sportu ZSRR